# Otto Laszig
Otto Laszig (* 28. Dezember 1934 in Gelsenkirchen; † 10. Oktober 2014) war ein deutscher Fußballspieler und -trainer.

## Karriere

### FC Schalke 04, bis 1961

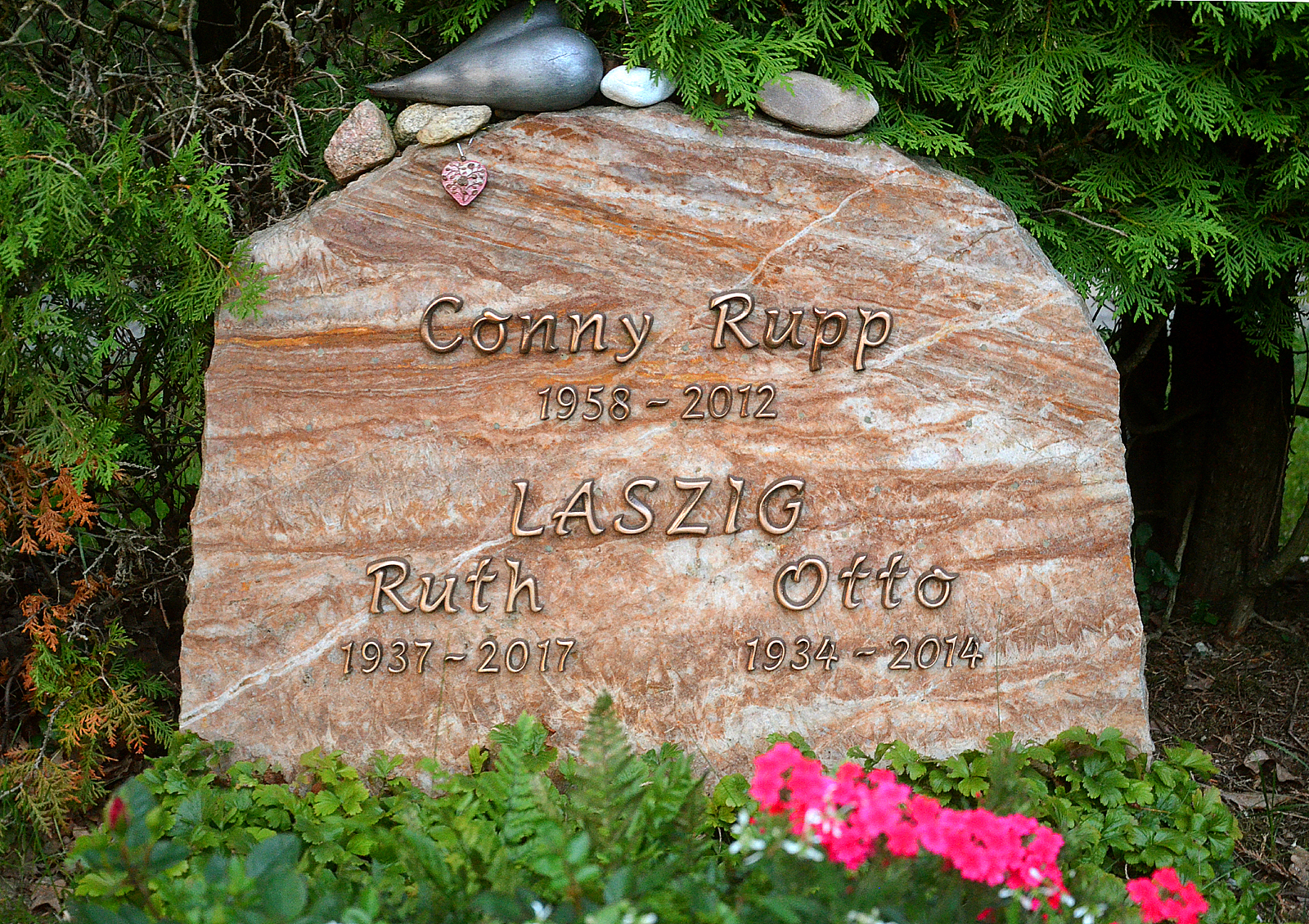
Familien-Grabmal auf dem Friedhof Resse in Resse in der Wedemark

Laszig wurde in Jugendmannschaften des FC Schalke 04 ausgebildet und spielte schon als 18-Jähriger für die erste Elf der Knappen, die damals von Fritz Szepan trainiert wurde. Sein Mitspieler Willi Koslowski bezeichnete ihn als „eines der größten Talente der damaligen Zeit“. Der als introvertiert geltende Laszig kam überwiegend in der Läufer-Reihe zum Einsatz, sowohl auf der rechten Seite als auch in der zentralen Position. In der Saison 1955/56 gehörte er der Mannschaft an, die die Vizemeisterschaft in der Oberliga West erringen konnte und damit in die Endrunde einzog. Dort bestritt er als Halbstürmer alle sieben Spiele für Schalke. 1958 erreichte er mit seiner Mannschaft das Finale um die deutsche Meisterschaft gegen den Hamburger SV, das Schalke mit 3:0 gewann. Dass dem damals schon sehr erfolgreichen Hamburger Nationalspieler Uwe Seeler kein Tor gelang, war nicht zuletzt ein Verdienst des körperlich robusten Laszig, der in diesem Spiel als Stopper eingesetzt wurde. Insgesamt absolvierte er 162 Pflichtspiele für Schalke 04 und erzielte dabei 47 Tore.
Für den DFB bestritt er am 24. März 1954 in Gelsenkirchen beim Länderspiel gegen England als linker Verbinder ein B-Länderspiel. Am 21. Dezember 1957 hatte er die zentrale Stopperrolle in der U 23-Nationalelf beim Länderspiel gegen Ungarn in Braunschweig inne, wobei seine Mannschaftskameraden Willi Koslowski und Willi Soya die drei Tore zum 3:3 erzielten. Zwei Spiele absolvierte der ältere Bruder von Helmut Laszig im Europacup der Saison 1958/59 gegen KB Kopenhagen und Atlético Madrid. Zwei Meniskusoperationen trugen mit dazu bei, dass Otto Laszig nicht allen Vorschusslorbeeren gerecht werden konnte.

### Hannover 96, 1962 bis 1969
1962 wechselte Laszig zu Hannover 96, wo er in der Mannschaft stand, die 1964 unter Helmut „Fiffi“ Kronsbein den Aufstieg in die Fußball-Bundesliga schaffte. In der Aufstiegsrunde bestritt er alle sechs Spiele gegen Hessen Kassel, Alemannia Aachen und den FK Pirmasens. Gleich im ersten Jahr nach der Rückkehr in das Oberhaus des deutschen Fußballs gelang den Niedersachsen ein überraschender fünfter Platz. Im Messepokal der darauffolgenden Saison 1965/66 schaltete Hannover zunächst den FC Porto aus. Im Achtelfinale spielte Laszig dreimal (Hin- und Rückspiel sowie ein Entscheidungsspiel) gegen den späteren Wettbewerbssieger FC Barcelona. Das Weiterkommen in die nächste Runde verhinderte nur ein Münzwurf zugunsten der Katalanen – einer der bittersten Momente in der Karriere des technisch beschlagenen Spielers.
Nach 118 Bundesligaspielen und drei Toren beendete Otto Laszig 1969 seine aktive Laufbahn als Spieler.

### Trainerstationen
Nach seiner Karriere als Spieler war Laszig als Trainer bei dem SV Resse von 1963 e. V. Nach dreieinhalb Jahren mit dreimaligem Aufstieg bis in die 1. Kreisklasse wechselte er als Trainer zum VfB Peine, danach zur SpVgg Bad Pyrmont und schließlich zur SpVgg Preußen Hameln.
Otto Laszig lebte in Resse, Ortsteil der Gemeinde  Wedemark, im Norden der Region Hannover. Er starb im Oktober 2014 im Alter von 79 Jahren.